# Bogumiły (powiat piski)
Bogumiły (niem. Bogumillen, 1938–1945 Brödau) – wieś w Polsce położona w województwie warmińsko-mazurskim, w powiecie piskim, w gminie Pisz.

## Historia
Wieś powstała w ramach kolonizacji Wielkiej Puszczy. Wcześniej był to obszar Galindii. Wieś ziemiańska, dobra służebne w posiadaniu drobnego rycerstwa (tak zwani wolni, ziemianie w języku staropolskim), z obowiązkiem służby rycerskiej (zbrojnej). W XV i XVI w dokumentach wieś wymieniana pod nazwą: Bogumill, Bogemeyl.
Wieś służebna, dobra wolnych. Wieś założona prawdopodobnie w 1424 r., kiedy o 60 łanową dąbrowę ubiegał się niejaki Andrzej. Wieś lokowana w 1452 r. przez komtura bałgijskiego Henryka von Richtenberga, za zgodą wielkiego mistrza Ludwika von Erlichshausena. 40 łanów na prawie magdeburskim z obowiązkiem trzech służb zbrojnych otrzymał niejaki Bogumił (od imienia którego powstała nazwa wsi). W 1473 r. prokurator piski Ulryk von Ottenberger potwierdził sprzedaż 13 łanów niejakiemu Stanisławowi Bogumiłowi i jego bratu, z obowiązkiem jednej służby zbrojnej – były to dobra późniejszej wsi Zawady. W 1539 r. wymieniany jest młyn w Bogumiłach.
W latach 1954–1961 wieś należała i była siedzibą władz gromady Bogumiły, po jej zniesieniu w gromadzie Kumielsk. Według podziału administracyjnego obowiązującego do 1998 roku miejscowość należała do województwa suwalskiego.